# Нежихово
Нежихово (пол. Nieżychowo, нім. Seeheim, Kreis Wirsitz) — село в Польщі, у гміні Білосліве Пільського повіту Великопольського воєводства.
Населення — 636 осіб (2011).
У 1975-1998 роках село належало до Пільського воєводства.

## Демографія
Демографічна структура станом на 31 березня 2011 року:
|          | Загалом | Допрацездатний вік | Працездатний вік | Постпрацездатний вік |
| -------- | ------- | ------------------ | ---------------- | -------------------- |
| Чоловіки | 328     | 76                 | 231              | 21                   |
| Жінки    | 308     | 72                 | 181              | 55                   |
| Разом    | 636     | 148                | 412              | 76                   |